# Grotte de Gatzarria
La grotte de Gatzarria (la grotte de « la pierre de sel » en basque) est un site préhistorique situé sur la commune d'Ossas-Suhare, dans le département des Pyrénées-Atlantiques, en France. Les fouilles successives y ont révélé des niveaux du Moustérien, Châtelperronien, Protoaurignacien, Aurignacien, et Gravettien. La grotte fait partie d'un ensemble de plusieurs grottes d'occupation préhistorique réparties dans le massif des Arbailles.

## Situation
La grotte de Gatzarria est un des sites régionaux de référence pour le Paléolithique moyen et supérieur dans l'ouest des Pyrénées. Elle se trouve en Pays basque, dans l'ouest des Pyrénées, sur leur versant nord, en pays de Soule, au pied du massif des Arbailles. Elle s’ouvre sur le versant nord-est du mont Hargagne, à une altitude d’environ 270 mètres, au sud du petit village de Suhare.

## Historique des fouilles
Depuis longtemps connue, elle n’a révélé sa richesse archéologique qu'à partir de 1950 : des vestiges paléolithiques sont identifiés par Pierre Boucher, professeur de dessin technique et archéologue, alors qu'il accompagne des spéléologues dans une tentative de désobstruction du boyau situé au fond de la cavité. Pierre Boucher, aidé de Michel Bouillon, mène une première fouille en 1951. Il est rejoint en 1952 et 1953 par Georges Laplace et François Bordes. Les travaux sont repris en 1956 par Georges Laplace et Boucher, interrompus en 1957, et relancés ensuite de 1960 à 1976.
La stratigraphie de la grotte couvre plusieurs phases du Paléolithique moyen, ainsi que plusieurs phases du Paléolithique supérieur ancien. Elle a été étudiée par Georges Laplace et Andoni Sáenz de Buruaga,. Georges Laplace décède en 2004 et lègue ses collections au Musée national de Préhistoire. Le matériel est par la suite étudié de nouveau (faune, industrie en matières dures animales, industries lithiques) et les datations revues. De nouvelles interprétations sont proposées pour la chronostratigraphie et les industries,. S'y trouvent notamment une succession d'industries du Moustérien de type Quina et du Vasconien.

## Stratigraphie
Stratigraphie et datation de la grotte de Gatzarria d'après les fouilles de 2017-2018, :
| Couche(s) | Datation C14 avant le présent non calibré | Industrie lithique | Chronologie isotopique | Milieu                                                      |
| --------- | ----------------------------------------- | ------------------ | ---------------------- | ----------------------------------------------------------- |
| Cbcs      |                                           | Gravettien         | 2 (glacial et sec)     | Milieu ouvert arctique                                      |
| Cb        |                                           | Aurignacien récent |                        | Cerf, cheval, bison, isard, loup, renard, ours des cavernes |
| Cbci–Cbf  | 34250 +/-550 34400 +/-550                 | Aurignacien ancien |                        | Cerf, cheval, bison, isard, loup, renard                    |
| Cjn1      |                                           | Protoaurignacien   |                        |                                                             |
| Cjn2      | 33800 +/-550 36300 +/-700                 | Protoaurignacien   |                        |                                                             |
| Cjn3      |                                           | Châtelperronien    | 3 (froid et sec)       | Cerf, isard                                                 |
| Cj        | 44200 +/-2000 45600 +/-2400 47200 +/-2800 | Moustérien         |                        |                                                             |
| Cjmg      |                                           | Moustérien         |                        |                                                             |
| Cjr       | > 47400                                   | Moustérien         |                        | Cerf                                                        |
| Cr        |                                           | Moustérien         |                        | Cerf                                                        |

## Industries lithiques
Les outils des niveaux moustériens sont classés dans le faciès régional Vasconien.